# 埃納雷斯堡主教座堂

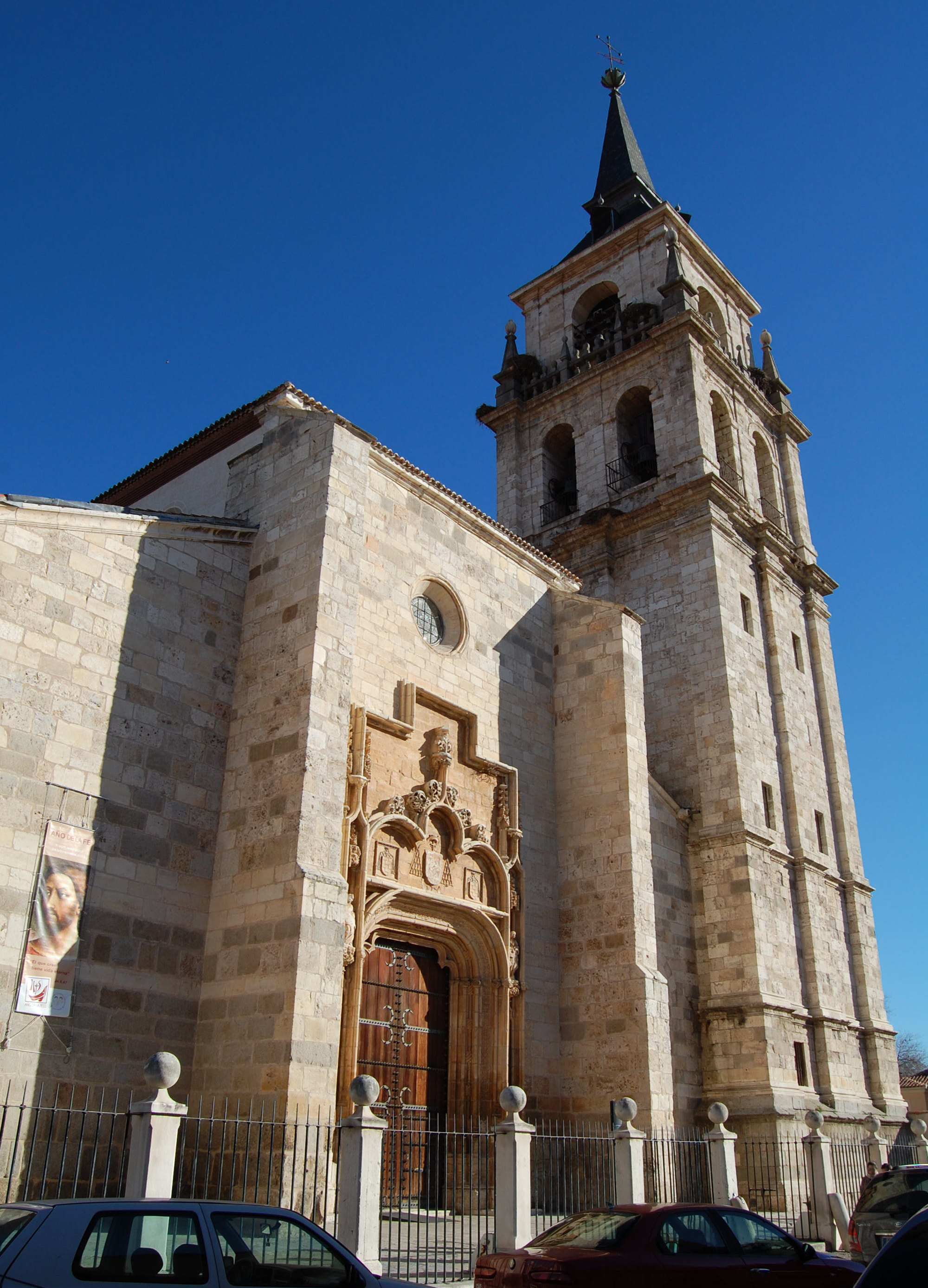

埃納雷斯堡主教座堂（Alcalá de Henares Cathedral）是位於西班牙城市埃納雷斯堡的一座羅馬天主教的主教座堂。這座教堂也是天主教埃納雷斯堡教區的主教座堂。教堂在1904年被列入西班牙保護建築。